# 가계비 곡가방식
가계비 곡가방식(家計費穀價方式)은 소비자 곡가를 결정할 때에 소비자의 가계와 비교해 보고 결정하는 것을 말한다. 즉, 소비자 곡가의 인상률을 가계의 소득 신장률 이내로 책정하려는 것인데, 소비자의 입장을 고려한 배급미의 결정 방법이라고 할 수 있다.

## 같이 보기
- 가계비 균형방식